# FEI Nations Cup 2020 (Vielseitigkeit)
Der FEI Nations Cup 2020 im Vielseitigkeitsreiten (2020 FEI Nations Cup™ Eventing) war die neunte Saison des Nations Cups der Vielseitigkeitsreiter.
Bedingt durch unzählige Turnierabsagen im Zuge der COVID-19-Pandemie war der Nations Cup der Vielseitigkeitsreiter neben dem „FEI Jumping Nations Cup Youth“ der Nachwuchsspringreiter die einzige Nationenpreisserie der FEI, die im Jahr 2020 durchgeführt wurde.

## Ablauf der Turnierserie
Vorgesehen für die Saison 2020 waren acht Nationenpreisturniere. Gegenüber dem Vorjahr hatte Irland mit Ballindenisk einen abweichenden Austragungsort für seinen Nationenpreis gewählt. Nach einem Jahr Pause sollte auch wieder ein nordamerikanisches Nationenpreisturnier stattfinden, als Standort hierfür war das Bromont Equestrian Centre im Osten Kanadas vorgesehen.
Im August 2020 konnten mit Haras du Pin und Strzegom zwei Nationenpreisturniere unter Corona-Bedingungen durchgeführt werden. Die Ballindenisk International Horse Trials sollten Ende September 2020 nachgeholt werden, doch auch dieser Termin wurde abgesagt. Zu einem spät gelegene Termin Ende Oktober erfolgte mit dem nach Montelibretti verschobenen italienischen Nationenpreis der Abschluss der Saison. Wäre diese dritte Etappe nicht zustande gekommen, wären die Ergebnisse der beiden durchgeführten Nationenpreise stattdessen in die Wertung der Saison 2021 eingegangen.
Die Nationenpreisturniere waren als Kurzprüfungen, konkret als CCIO 4*-S, ausgeschrieben. Pro Nationen konnten drei oder vier Reiter in der Mannschaftswertung antreten, die Ergebnisse von drei Reitern je Nation gingen in die Wertung ein. Das neue olympische Regelwerk kam in dieser Saison nicht zur Anwendung.
Die siegreiche Mannschaft erhielt pro Etappe jeweils 100 Punkte, die nachfolgenden Nationen bekamen eine absteigende Anzahl an Wertungspunkten. Pro Reiter, der die Prüfung nicht beendet, gingen für die Mannschaften jeweils 1000 Minuspunkte in deren Ergebnis ein. Dies stellte sicher, dass alle Mannschaften mit einem Ergebnis abschließen und somit Wertungspunkte für den Nations Cup erhielten.

## Die Prüfungen

### Frankreich
Zwei Monate nachdem in Westerstede das erste internationale Vielseitigkeitsturnier nach der Covid19-bedingten Turnierpause durchgeführt worden war, konnte das erste Nationenpreisturnier der Vielseitigkeitsreiter wieder ausgerichtet werden. Auf dem Gelände des französischen Nationalgestüts Haras du Pin in Le Merlerault traten zwischen dem 12. und 16. August 2020 acht stark besetzte Equipen zum Leistungsvergleich an.
Frankreich setzte sich gleich bei der Dressur mit einem spürbaren Vorsprung in Führung und konnte diesen über die beiden folgenden Teilprüfungen auch noch weiter ausbauen. Auch in der Einzelwertung zeigte sich eine französische Dominanz, die ersten fünf Plätze gingen an französische Reiter mit ihren Pferden. Die französische Equipe gewann den Nationenpreis mit über 33 Minuspunkten Vorsprung vor den Niederländern.
Mannschaftswertung CCIO 4*-S
|                                                                                                | Mannschaft                                                                                     | Reiter und Pferde                                                                              | Minuspunkte                                                                                    | Minuspunkte                                                                                    | Minuspunkte                                                                                    | Minuspunkte                                                                                    | Wertungs- punkte |
| Dressur                                                                                        | Mannschaft                                                                                     | Reiter und Pferde                                                                              | Springen                                                                                       | Gelände                                                                                        | Gesamt                                                                                         |                                                                                                | Wertungs- punkte |
| ---------------------------------------------------------------------------------------------- | ---------------------------------------------------------------------------------------------- | ---------------------------------------------------------------------------------------------- | ---------------------------------------------------------------------------------------------- | ---------------------------------------------------------------------------------------------- | ---------------------------------------------------------------------------------------------- | ---------------------------------------------------------------------------------------------- | ---------------- |
| 1                                                                                              | Frankreich                                                                                     | Karim Florent Laghouag Triton Fontaine                                                         | 31,00                                                                                          | 0,00                                                                                           | 0,40                                                                                           | (31,40)                                                                                        |                  |
| 1                                                                                              | Frankreich                                                                                     | Christopher Six Totem de Brecey                                                                | 31,00                                                                                          | 0,00                                                                                           | 0,40                                                                                           | 31,40                                                                                          |                  |
| 1                                                                                              | Frankreich                                                                                     | Thibaut Vallette Qing du Briot                                                                 | 26,60                                                                                          | 0,00                                                                                           | 1,20                                                                                           | 27,80                                                                                          |                  |
| 1                                                                                              | Frankreich                                                                                     | Thomas Carlile Birmane                                                                         | 26,60                                                                                          | 0,00                                                                                           | 2,40                                                                                           | 29,00                                                                                          |                  |
| 1                                                                                              | Frankreich                                                                                     |                                                                                                |                                                                                                |                                                                                                |                                                                                                | 88.20                                                                                          | 100              |
| 2                                                                                              | Niederlande                                                                                    | Elaine Pen Divali                                                                              | 29,60                                                                                          | 0,40                                                                                           | 11,20                                                                                          | 45,20                                                                                          |                  |
| 2                                                                                              | Niederlande                                                                                    | Laura Hoogeveen Wicro Quibus                                                                   | 33,10                                                                                          | 1,60                                                                                           | 11,60                                                                                          | (54,30)                                                                                        |                  |
| 2                                                                                              | Niederlande                                                                                    | Janneke Boonzaaijer Champ de Tailleur                                                          | 32,10                                                                                          | 0,00                                                                                           | 2,80                                                                                           | 38,90                                                                                          |                  |
| 2                                                                                              | Niederlande                                                                                    | Tim Lips Eclips                                                                                | 28,50                                                                                          | 0,00                                                                                           | 9,20                                                                                           | 37,70                                                                                          |                  |
| 2                                                                                              | Niederlande                                                                                    |                                                                                                |                                                                                                |                                                                                                |                                                                                                | 121,80                                                                                         | 90               |
| 3                                                                                              | Großbritannien                                                                                 | David Doel Galileo Nieuwmoed                                                                   | 34,50                                                                                          | 0,40                                                                                           | 0,00                                                                                           | 34,90                                                                                          |                  |
| 3                                                                                              | Großbritannien                                                                                 | Richard Coney Kananaskis                                                                       | 29,40                                                                                          | 0,40                                                                                           | 2,40                                                                                           | 32,20                                                                                          |                  |
| 3                                                                                              | Großbritannien                                                                                 | Tom McEwen Figaro van het Broekxhof                                                            | 31,00                                                                                          | 1,20                                                                                           | 8,40                                                                                           | 60,60                                                                                          |                  |
| 3                                                                                              | Großbritannien                                                                                 | Zara Tindall Class Affair                                                                      | 30,60                                                                                          | 0,80                                                                                           | 8,80                                                                                           | (64,20)                                                                                        |                  |
| 3                                                                                              | Großbritannien                                                                                 |                                                                                                |                                                                                                |                                                                                                |                                                                                                | 127,70                                                                                         | 80               |
| 4                                                                                              | Schweden                                                                                       | Therese Viklund Viscera                                                                        | 28,80                                                                                          | 0,80                                                                                           | 6,00                                                                                           | 47,60                                                                                          |                  |
| 4                                                                                              | Schweden                                                                                       | Sofia Sjoborg Bryjamolga van het Marienshof Z                                                  | 35,60                                                                                          | 0,80                                                                                           | 14,80                                                                                          | (59,20)                                                                                        |                  |
| 4                                                                                              | Schweden                                                                                       | Viktoria Carlerbäck Zlatan                                                                     | 34,30                                                                                          | 0,00                                                                                           | 9,20                                                                                           | 43,50                                                                                          |                  |
| 4                                                                                              | Schweden                                                                                       | Ludwig Svennerstål Stinger                                                                     | 34,50                                                                                          | 0,40                                                                                           | 0,80                                                                                           | 39,70                                                                                          |                  |
| 4                                                                                              | Schweden                                                                                       |                                                                                                |                                                                                                |                                                                                                |                                                                                                | 130,80                                                                                         | 70               |
| weitere Platzierungen: Italien: 5. Rang Neuseeland: 6. Rang Australien: 7. Rang Polen: 8. Rang | weitere Platzierungen: Italien: 5. Rang Neuseeland: 6. Rang Australien: 7. Rang Polen: 8. Rang | weitere Platzierungen: Italien: 5. Rang Neuseeland: 6. Rang Australien: 7. Rang Polen: 8. Rang | weitere Platzierungen: Italien: 5. Rang Neuseeland: 6. Rang Australien: 7. Rang Polen: 8. Rang | weitere Platzierungen: Italien: 5. Rang Neuseeland: 6. Rang Australien: 7. Rang Polen: 8. Rang | weitere Platzierungen: Italien: 5. Rang Neuseeland: 6. Rang Australien: 7. Rang Polen: 8. Rang | weitere Platzierungen: Italien: 5. Rang Neuseeland: 6. Rang Australien: 7. Rang Polen: 8. Rang | 60 55 50 45      |

Einzelwertung CCIO 4*-S
| Rang | Reiter                 | Pferd           | Mannschafts- wertung | Minuspunkte | Minuspunkte | Minuspunkte | Minuspunkte |
| Rang | Reiter                 | Pferd           | Mannschafts- wertung | Dressur     | Springen    | Gelände     | Gesamt>     |
| ---- | ---------------------- | --------------- | -------------------- | ----------- | ----------- | ----------- | ----------- |
| 1    | Thibaut Vallette       | Qing du Briot   | ja                   | 26,60       | 0,00        | 1,20        | 27,80       |
| 2    | Thomas Carlile         | Birmane         | ja                   | 26,60       | 0,00        | 2,40        | 29,00       |
| 3    | Gwendolen Fer          | Traumprinz      | nein                 | 26,60       | 4,00        | 0,00        | 30,60       |
| 4    | Christopher Six        | Totem de Brecey | ja                   | 31,00       | 0,00        | 0,40        | 31,40       |
| 5    | Karim Florent Laghouag | Triton Fontaine | ja                   | 31,00       | 0,00        | 0,40        | 31,40       |

Anmerkung:
1. ↑   Christopher Six und Karim Florent Laghouag beendeten die Prüfung mit identischem Endergebnis und identischer benötigter Zeit im Gelände. Daher entschied die benötigte Zeit in der Teilprüfung Springen. Dort war Christopher Six eine Sekunde schneller im Ziel. Er wurde daher auf Rang vier platziert, Karim Florent Laghouag auf Rang fünf.

### Polen
Für Nationen traten zwei Wochen nach Haras du Pin in Strzegom beim Nationenpreis an. Das polnische Nationenpreisturnier Strzegom Horse Trials wurde vom 27. Juni bis zum 30. Juni 2020 durchgeführt.
Die Niederlande, Italien und Polen traten bei den beiden ersten Nationenpreisen mit einer Equipe an. Die Idealzeit der Geländestrecke erwies sich als entscheidendes Kriterium: Nur ein Pferd-Reiter-Paar konnte das Gelände innerhalb der Idealzeit von 6 Minuten 50 Sekunden bewältigen. Gut ein Drittel der Paare, die die Strecke beendeten, erhielten Minuspunkte für Verweigerungen bzw. das Auslösen von abwerfbaren Geländehindernissen.
Die Niederlande ging zunächst nach der Dressur in Führung und konnte diese Führung auch im Springen halten. Doch durch den Sturz des bis dahin sehr gut platzierten Paars Laura Hoogeveen und Wicro Quibus führte dazu, dass die niederländische Equipe auf Rang zwei zurückfiel. Die deutsche Mannschaft rückte damit vor und gewann die Mannschaftswertung. In der Einzelwertung konnte Ingrid Klimke mit zwei Pferden die ersten beiden Plätze belegen.
Mannschaftswertung CCIO 4*-S
|                                            | Mannschaft                                 | Reiter und Pferde                          | Minuspunkte                                | Minuspunkte                                | Minuspunkte                                | Minuspunkte                                | Wertungs- punkte |
| Dressur                                    | Mannschaft                                 | Reiter und Pferde                          | Gelände                                    | Springen                                   | Gesamt                                     |                                            | Wertungs- punkte |
| ------------------------------------------ | ------------------------------------------ | ------------------------------------------ | ------------------------------------------ | ------------------------------------------ | ------------------------------------------ | ------------------------------------------ | ---------------- |
| 1                                          | Deutschland                                | Ingrid Klimke Asha P                       | 30,20                                      | 0,00                                       | 0,00                                       | 30,20                                      |                  |
| 1                                          | Deutschland                                | Andreas Dibowski FRH Corrida               | 29,10                                      | 0,00                                       | 8,00                                       | 37,10                                      |                  |
| 1                                          | Deutschland                                | Beeke Jankowski Tiberius                   | 29,80                                      | 4,00                                       | 4,80                                       | 38,60                                      |                  |
| 1                                          | Deutschland                                | Heike Jahncke Mighty Spring                | 32,90                                      | 4,00                                       | 32,00                                      | (68,90)                                    |                  |
| 1                                          | Deutschland                                |                                            |                                            |                                            |                                            | 105,90                                     | 100              |
| 2                                          | Niederlande                                | Merel Blom Ceda                            | 27,60                                      | 0,00                                       | 2,80                                       | 30,40                                      |                  |
| 2                                          | Niederlande                                | Jordy Wilken Burry Spirit                  | 34,30                                      | 4,40                                       | 0,00                                       | 38,70                                      |                  |
| 2                                          | Niederlande                                | Raf Kooremans Dimitri                      | 29,20                                      | 0,80                                       | 9,20                                       | 39,20                                      |                  |
| 2                                          | Niederlande                                | Laura Hoogeveen Wicro Quibus               | 27,50                                      | 0,80                                       | AUSG                                       | (1000,00)                                  |                  |
| 2                                          | Niederlande                                |                                            |                                            |                                            |                                            | 108,30                                     | 90               |
| 3                                          | Polen                                      | Mateusz Kiempa Lassban Radovix             | 26,80                                      | 0,00                                       | 10,00                                      | 36,80                                      |                  |
| 3                                          | Polen                                      | Joanna Pawlak Fantastic Frieda             | 38,00                                      | 0,00                                       | 4,00                                       | 42,00                                      |                  |
| 3                                          | Polen                                      | Jan Kamiński Senior                        | 31,40                                      | 8,80                                       | 17,80                                      | 58,00                                      |                  |
| 3                                          | Polen                                      | Michał Hycki Moonshine                     | 39,30                                      | 12,00                                      | 23,00                                      | (74,30)                                    |                  |
| 3                                          | Polen                                      |                                            |                                            |                                            |                                            | 136,80                                     | 80               |
| 4                                          | Italien                                    | Pietro Majolino Vita Louise DH Z           | 34,50                                      | 4,40                                       | 10,80                                      | 49,70                                      |                  |
| 4                                          | Italien                                    | Andrea Cincinnati Primera                  | 31,80                                      | 8,00                                       | 10,80                                      | 50,60                                      |                  |
| 4                                          | Italien                                    | Lino Paparella Cooley Showtime             | 36,20                                      | 8,00                                       | 52,00                                      | 96,20                                      |                  |
| 4                                          | Italien                                    | Andrea Docimo Waldo                        | 32,50                                      | 8,00                                       | AUSG                                       | (1000,00)                                  |                  |
| 4                                          | Italien                                    |                                            |                                            |                                            |                                            | 196,50                                     | 70               |
| weitere Platzierungen: Österreich: 5. Rang | weitere Platzierungen: Österreich: 5. Rang | weitere Platzierungen: Österreich: 5. Rang | weitere Platzierungen: Österreich: 5. Rang | weitere Platzierungen: Österreich: 5. Rang | weitere Platzierungen: Österreich: 5. Rang | weitere Platzierungen: Österreich: 5. Rang | 60               |

Einzelwertung CCIO 4*-S
| Rang | Reiter           | Pferd           | Mannschafts- wertung | Minuspunkte | Minuspunkte | Minuspunkte | Minuspunkte |
| Rang | Reiter           | Pferd           | Mannschafts- wertung | Dressur     | Gelände     | Springen    | Gesamt      |
| ---- | ---------------- | --------------- | -------------------- | ----------- | ----------- | ----------- | ----------- |
| 1    | Ingrid Klimke    | Hale Bob OLD    | nein                 | 21,70       | 4,00        | 2,40        | 28,10       |
| 2    | Ingrid Klimke    | Asha P          | ja                   | 30,20       | 0,00        | 0,00        | 30,20       |
| 3    | Merel Blom       | Ceda            | ja                   | 27,60       | 0,00        | 2,80        | 30,40       |
| 4    | Mateusz Kiempa   | Lassban Radovix | ja                   | 26,80       | 0,00        | 10,00       | 36,80       |
| 5    | Andreas Dibowski | FRH Corrida     | ja                   | 29,10       | 0,00        | 8,00        | 37,10       |

### Italien
Ende Oktober wurde das Nationenpreisturnier Italiens nachgeholt, jedoch abweichend zur ursprünglichen Planung im Centro Militare di Equitazione in Montelibretti. Der Termin vom 22. bis 25. Oktober 2020 führte zu einer Terminkollision mit den Étoiles de Pau, dem einzigen 5*-Turnier, welches im Jahr 2020 stattfand. Vier Nationen brachten in Montelibretti Mannschaften an den Start.
Die italienischen Reiter, die im Rahmen des Prüfung auch die italienischen Meisterschaften ermittelten, dominierten die Prüfung und gewannen auch mit fast vierzig Punkten Vorsprung die Prüfung. Zwei der Schweizer Mannschaftsreiter konnten leistungsmäßig mit den Italienern mithalten. Doch da die Prüfung für Heinz Scheller wenig glücklich verlief und die Schweiz auch keine viertes Reiter-Pferd-Paar an den Start gebracht hatte, fielen die Schweizer auf den letzten Rang zurück.
Mannschaftswertung CCIO 4*-S
|         | Mannschaft | Reiter und Pferde                    | Minuspunkte | Minuspunkte | Minuspunkte | Minuspunkte | Wertungs- punkte |
| Dressur | Mannschaft | Reiter und Pferde                    | Gelände     | Springen    | Gesamt      |             | Wertungs- punkte |
| ------- | ---------- | ------------------------------------ | ----------- | ----------- | ----------- | ----------- | ---------------- |
| 1       | Italien    | Arianna Schivo Quefira de L'Ormeau   | 34,60       | 6,40        | 0,00        | 41,00       |                  |
| 1       | Italien    | Juan Carlos García Ugo du Perron     | 37,60       | 8,80        | 0,00        | 46,40       |                  |
| 1       | Italien    | Pietro Majolino Vita Louise DH Z     | 36,80       | 8,00        | 6,40        | 51,00       |                  |
| 1       | Italien    | Marco Cappai Santal du Halage        | 36,80       | 14,00       | 4,40        | (55,20)     |                  |
| 1       | Italien    |                                      |             |             |             | 138,60      | 100              |
| 2       | Österreich | Katrin Khoddam Hazrati DSP Cosma     | 36,40       | 16,00       | 4,00        | 56,40       |                  |
| 2       | Österreich | Harald Ambros Lexikon                | 37,00       | 13,60       | 8,40        | 59,00       |                  |
| 2       | Österreich | Rebecca Gerold Shannon Queen         | 37,80       | 18,80       | 4,00        | 60,60       |                  |
| 2       | Österreich | Lea Siegl Van Helsing P              | 34,10       | AUFG        | (1000,00)   |             |                  |
| 2       | Österreich |                                      |             |             |             | 176,00      | 90               |
| 3       | Polen      | Małgorzata Cybulska Chenaro          | 36,10       | 7,20        | 8,00        | 51,30       |                  |
| 3       | Polen      | Mateusz Kiempa Lassban Radovix       | 33,70       | 18,80       | 2,00        | 54,50       |                  |
| 3       | Polen      | Joanna Pawlak Fantastic Frieda       | 39,30       | 43,20       | 4,00        | 86,50       |                  |
| 3       | Polen      | Jan Kamiński Jard                    | 36,20       | 73,60       | 29,60       | (139,40)    |                  |
| 3       | Polen      |                                      |             |             |             | 192,30      | 80               |
| 4       | Schweiz    | Caroline Gerber Tresor de Chignan CH | 41,40       | 6,00        | 0,00        | 47,40       |                  |
| 4       | Schweiz    | Roxane Gonfard Opi de Saint Leo      | 37,50       | 8,40        | 4,00        | 49,90       |                  |
| 4       | Schweiz    | Heinz Scheller Romeo                 | 42,50       | 53,60       | 16,40       | 112,50      |                  |
| 4       | Schweiz    |                                      |             |             |             | 209,80      | 70               |

Einzelwertung CCIO 4*-S
| Rang | Reiter             | Pferd                      | Mannschafts- wertung | Minuspunkte | Minuspunkte | Minuspunkte | Minuspunkte |
| Rang | Reiter             | Pferd                      | Mannschafts- wertung | Dressur     | Gelände     | Springen    | Gesamt      |
| ---- | ------------------ | -------------------------- | -------------------- | ----------- | ----------- | ----------- | ----------- |
| 1    | Arianna Schivo     | Quefira de L'Ormeau        | ja                   | 34,60       | 6,40        | 0,00        | 41,00       |
| 2    | Evelina Bertoli    | Seashore Spring            | nein                 | 34,70       | 0,40        | 6,00        | 41,10       |
| 3    | Susanna Bordone    | Imperial van de Holtakkers | nein                 | 32,90       | 8,00        | 4,40        | 45,30       |
| 4    | Juan Carlos García | Ugo du Perron              | ja                   | 37,60       | 8,80        | 0,00        | 46,40       |
| 5    | Roxane Gonfard     | Opi de Saint Leo           | ja                   | 37,50       | 8,40        | 4,00        | 49,90       |

## Gesamtwertung
Pro Nation gingen die Wertungspunkte der zwei erfolgreichsten Turniere in die Gesamtwertung ein.
|    |                | FRA  | POL | ITA | Wertungs- punkte |
| -- | -------------- | ---- | --- | --- | ---------------- |
| 1  | Niederlande    | 90   | 90  | –   | 180              |
| 2  | Italien        | (60) | 70  | 100 | 170              |
| 3  | Polen          | (45) | 80  | 80  | 160              |
| 4  | Österreich     | –    | 60  | 90  | 150              |
| 5  | Frankreich     | 100  | –   | –   | 100              |
| 5  | Deutschland    | –    | 100 | –   | 100              |
| 7  | Großbritannien | 80   | –   | –   | 80               |
| 8  | Schweden       | 70   | –   | –   | 70               |
| 8  | Schweiz        | –    | –   | 70  | 70               |
| 10 | Neuseeland     | 55   | –   | –   | 55               |
| 11 | Australien     | 50   | –   | –   | 50               |